# Begraafplaats van Cagnicourt
De Begraafplaats van Cagnicourt is een gemeentelijke begraafplaats gelegen in de Franse gemeente Cagnicourt (Pas-de-Calais). Ze ligt langs de Rue du Général de Gaulle op 650 m van het centrum (Église Saint Martin). De begraafplaats heeft een driehoekig grondplan en is langs de straatkant begrensd door een bakstenen muur met een tweedelig hek als toegang.

## Militaire graven

### Franse graven
Op de begraafplaats ligt een perk met 10 Franse gesneuvelden uit de Eerste Wereldoorlog.

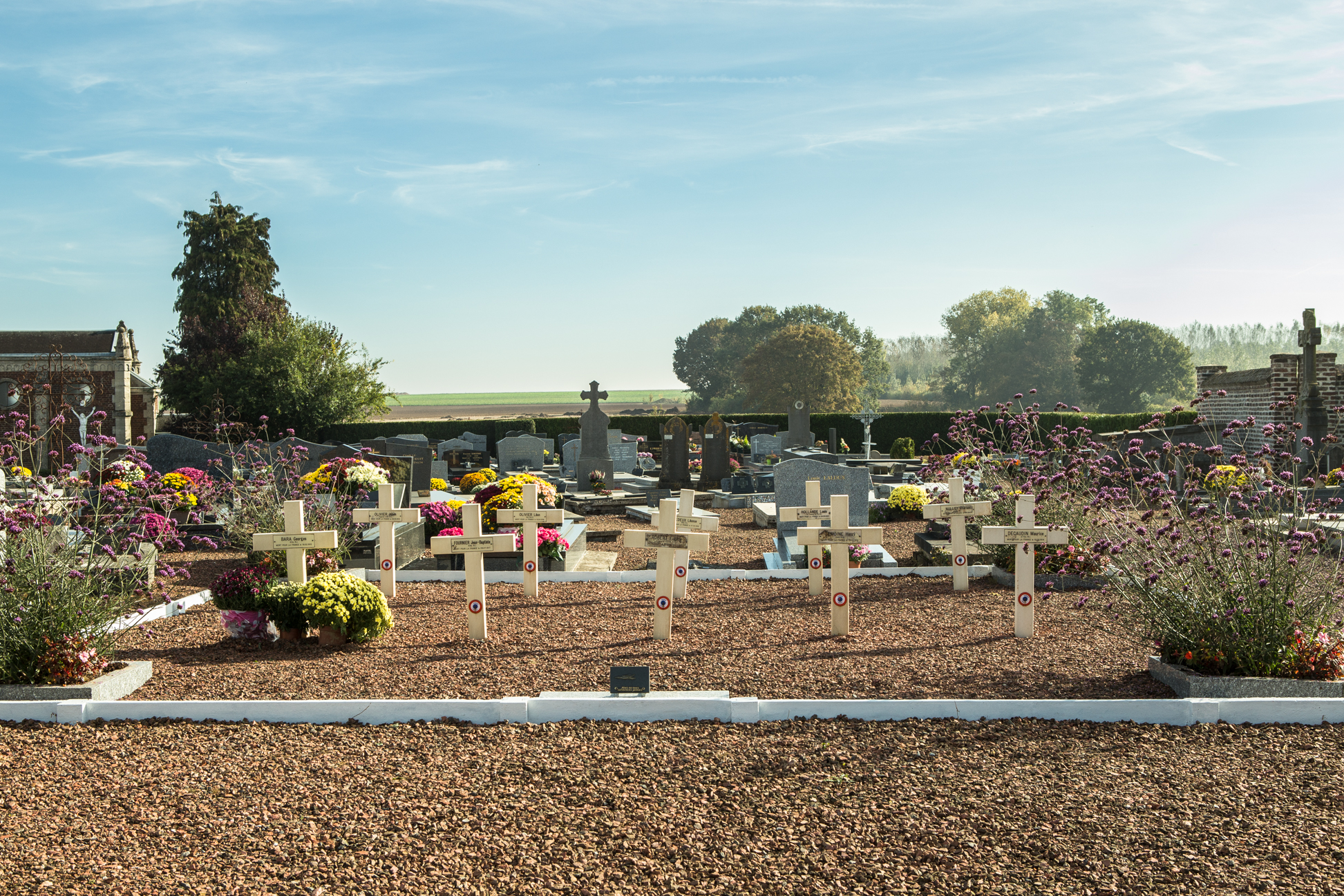
Franse graven

### Brits graf
Dicht bij de noordoostelijke hoek ligt het graf van de Britse sergeant Eric White. Hij was boordwerktuigkundige bij de Royal Air Force en sneuvelde op 13 juni 1944. Zijn graf staat bij de Commonwealth War Graves Commission geregistreerd onder Cagnicourt Communal Cemetery.